# جيم ماير (ملحن)
جيم ماير هو عازف جاز وملحن كندي، ولد في 26 مايو 1966.